# HolQeD
HolQeD (=taalwetenschap) is een Engelstalige kwartaaluitgave van het Klingon Language Institute met artikelen, vaste columns over Klingon taal en cultuur en discussies hierover van leden van het KLI. HolQeD was vanaf het begin een academisch tijdschrift dat gebruik maakte van wederzijdse academische recensies en dat geregistreerd was bij de Library of Congress. Op dit moment bestaat HolQeD echter alleen nog maar in elektronische vorm.